# 大ケフィソドトス
ケフィソドトス（希：Κηφισόδοτος、ラテン文字転記：Cephisodotos、紀元前4世紀、生没年不明）はアテナイの彫刻家である。

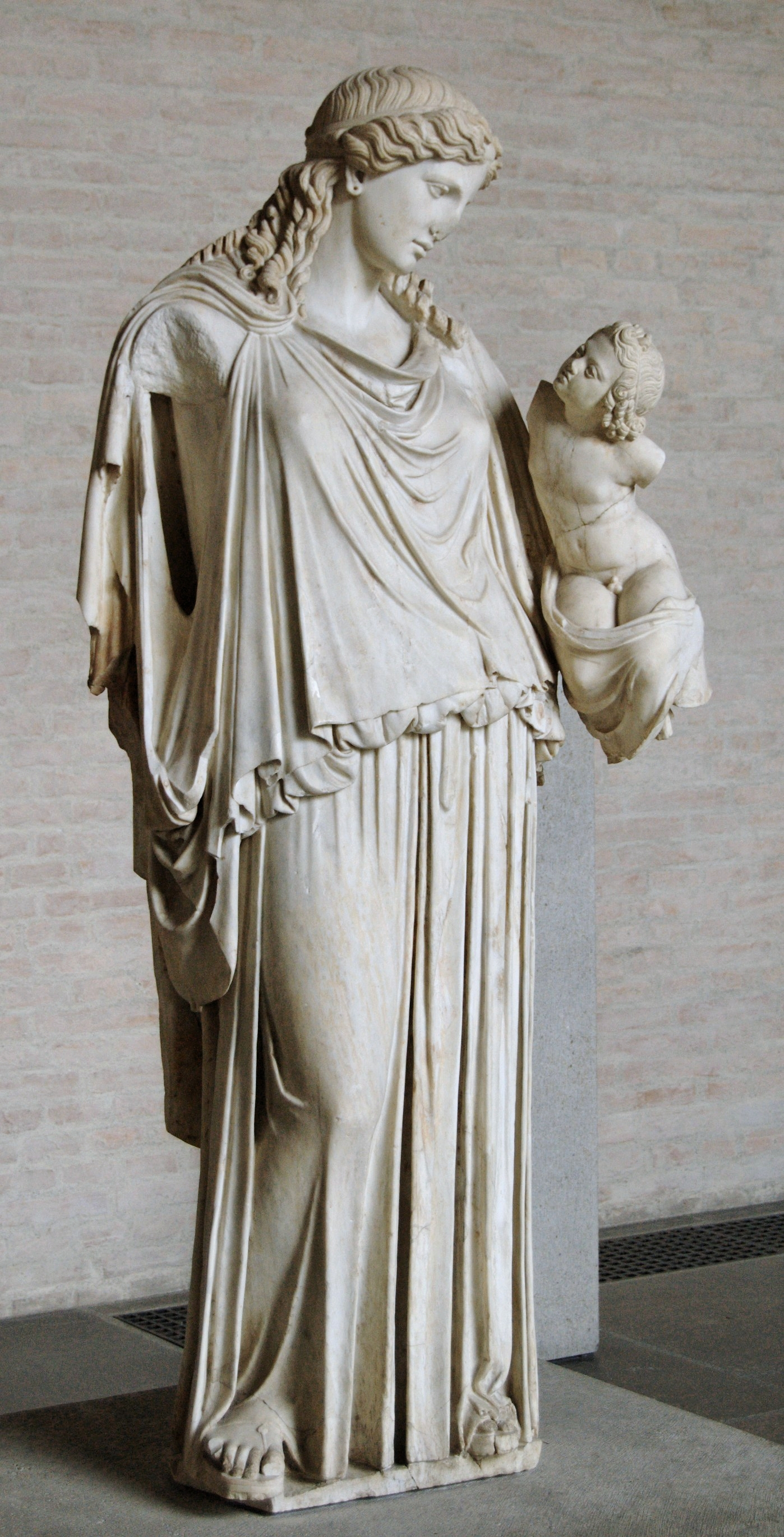
エイレーネー像

ケフィソドトスの姉妹はフォキオンの最初の妻であり、息子として高名な彫刻家であるプラクシテレス、孫として同名のケフィソドトスがいる。ケフィソドトスは紀元前372年から紀元前369年頃に活躍し、「幼児のディオニュソスを養うヘルメス」、「手を振り上げて熱弁を振るう男」を作った。また、クセノフォン（歴史家のクセノフォンとは別人）と共にメガロポリスのアゴラに安泰加護のゼウスとアルテミスの像を、アテナイにエイレーネーの像を、そしてテバイのムーサイ像のうち三つを作った（残りの三つはそれぞれストロンギュリオンとオリュンピオステネスが作った）。これらの彼の作品のほとんどは公的な行事において作られたもの、あるいは少なくとも神殿に奉納されたものである。彼はアッティカの芸術家の若い学派（younger school of Attic artists）に属し、フェイディアスの厳格で荘重な美を放棄してより生き生きし、優雅な様式を採用した。

## 註
1. ↑  プルタルコス, 「フォキオン」, 19
2. ↑  プリニウス, XXXIV. 19
3. ↑  パウサニアス, VIII. 30. 10
4. ↑  パウサニアス, IX. 16. 2
5. ↑  パウサニアス, IX. 30. 1